# 31151 Sajichugaku
31151 Sajichugaku este un asteroid din centura principală de asteroizi.

## Descriere
31151 Sajichugaku este un asteroid din centura principală de asteroizi. A fost descoperit pe 29 octombrie 1997 la Saji de Observatorul din Saji. Asteroidul prezintă o orbită caracterizată de o semiaxă mare de 2,22 ua, o excentricitate de 0,07 și o înclinație de 5,3° în raport cu ecliptica.